# РосПил
«Роспил» (ранее «РосПил») — некоммерческий общественный проект, посвящённый борьбе со злоупотреблениями в государственных закупках. Был организован в декабре 2010 года Алексеем Навальным. Финансировался за счёт пожертвований.
В середине 2010-х перестал быть самостоятельным проектом и был встроен в деятельность Фонда борьбы с коррупцией. В связи признанием фонда экстремистской организацией и его формальной ликвидацией в 2021 году проект «Роспил» был преобразован в формат расследований, выходящих на ютуб-канале «Штаб» (ныне «Популярная политика») команды Навального. 
26 марта 2022 года группа проекта ВКонтакте была заблокирована в России на основании требования Генпрокуратуры.

## Схема работы проекта
- Пользователи сайта, участники проекта, выявляли предполагаемые коррупционные закупочные конкурсы (как правило, с помощью официального портала госзакупок).
- Профессиональные эксперты оценивали конкурсы с точки зрения возможной коррумпированности.
- Юристы проекта на основе проведённых экспертиз составляли жалобы в контролирующие органы (прежде всего, в Федеральную антимонопольную службу) с целью отмены коррупционных закупок[8][4]. Эксперты и участники проекта, занимающиеся поиском коррупционных закупок, являлись добровольцами. Юристы проекта являлись официальными сотрудниками «РосПила», то есть за свою работу получали зарплату из средств проекта.

«РосПил» не был зарегистрирован как юридическое лицо, так как, по мнению Навального, по сравнению с выбранным способом организации и финансирования, «способ с созданием юридического лица какого-то некоммерческого фонда или НКО гораздо более формализован и чреват проверками, придирками и бесконечными комиссиями».

## Финансирование
Для финансирования проекта был организован сбор частных пожертвований, перечисляемых через платёжную систему «Яндекс.Деньги», собранные средства предполагалось затрачивать на оплату труда нанятых юристов и работу сервера. О начале сбора денег для финансирования проекта Навальный объявил 2 февраля 2011 года в своём блоге.
Целью-минимум он назвал 3 млн рублей, максимум — 5 млн. Тем не менее, уже к 18 февраля на «Яндекс-кошелёк» было перечислено почти 4,5 млн.
14 февраля Навальный объявил о вакансиях профессиональных юристов для проекта «РосПил», а 28 февраля — о первом нанятом юристе. Тогда же он сообщил, что цель-максимум — 5 млн рублей — была достигнута 26 февраля, спустя 24 дня после начала сбора средств. В кампании приняли участие 15 тысяч человек; минимальный платёж — одна копейка, максимальный — 150 тысяч рублей. На 3 мая 2011 года собранная сумма превысила 6 миллионов рублей. Губернатор Пермского края Олег Чиркунов стал первым чиновником, открыто пожертвовавшим средства (25 тысяч рублей) «РосПилу».

### Утечка данных о платежах
В апреле и мае 2011 года на личные телефоны некоторых пожертвовавших были совершены звонки от ряда людей, представлявшихся журналистами различных изданий. Одна из звонивших была позднее идентифицирована жертвователями как комиссар движения «Наши» Юлия Дихтяр, пытавшаяся выяснить их источники доходов и продемонстрировавшая осведомлённость о приватных деталях их финансовых операций. Пресс-секретарь «Наших» подтвердила, что Юлия Дихтяр является комиссаром движения, но заявила, что та не совершала «никаких звонков „спонсорам“  „Роспила“», и что сбор средств был имитацией, а скандал — выдумкой Навального.
По словам пресс-секретаря системы «Яндекс. Деньги», платёжная система получала и исполняла запросы от правоохранительных органов, касающихся РосПила: в марте запрос от МВД по счёту Навального, а позже — запросы от ФСБ по операциям по счетам около ста человек, переводивших деньги РосПилу. Платёжная система назвала три подразделения спецслужб, запрашивавших данные счёта Навального: Управление специальных технических мероприятий ГУВД Москвы, Бюро специальных технических мероприятий МВД РФ и Службу по контрразведывательному обеспечению объектов транспорта и связи Управления ФСБ РФ по Москве и Московской области. Главный редактор «Яндекса» Елена Колмановская назвала предположительно произведённую передачу персональных данных третьим лицам «форменным безобразием», и заявила, что Яндекс «разделяет негодование пользователей». Компания «Яндекс» направила письмо с пояснениями в адрес затронутых запросом пользователей сервиса. Пресс-секретарь «Яндекса» заявил, что «Яндекс.Деньги» «изучает возможность обращения в следственные органы по факту заявлений пользователей».
Федеральная служба безопасности отказалась комментировать ситуацию с утечкой данных.
Инцидент произошёл на фоне подготовки первичного публичного предложения (IPO) акций «Яндекса» на бирже NASDAQ, однако, по мнению американского венчурного инвестора Самита Джаина, политические факторы менее важны для инвесторов по сравнению с показателями роста и доходности.
Алексей Навальный заявил, что не имеет претензий к «Яндексу» и считает выбранный способ финансирования через систему «Яндекс.Деньги» оптимальным в сложившихся условиях. Также Навальный сообщил, что считает, что именно ФСБ передало персональные данные жертвователей движению «Наши», что, по его мнению, «переходит все границы» и является свидетельством того, что «существует смычка странных политических движений, созданных Кремлём, спецслужб и, вероятно, администрации президента», и сообщил о намерении требовать проведения служебного расследования с участием ФСБ, прокуратуры и администрации президента.

## Руководство
- Любовь Соболь — руководитель проекта со 2 марта 2011 по 28 августа 2018 года, в дальнейшем генеральный продюсер YouTube-канала «Навальный LIVE»;
- Александр Головач — руководитель проекта с 28 августа 2018 года по 2021 год, юрист ФБК[24];
- Данил Новиков — руководитель проекта с 2021 года, юрист ФБК (в прошлом — штаба Навального в Воронеже[25]).

## Логотип
На созданном анонимным пользователем Habrahabr.ru логотипе сайта изображён двуглавый орёл, держащий в лапах две пилы (аллюзия к жаргонному «распил»). По словам Навального, логотип выражает «ироничный взгляд художника на ситуацию с воровством госчиновников». В апреле 2011 года был выпущен шоколадный набор «Сладкий кусочек бюджета», демонстрирующий в оформлении логотип «РосПила».
В декабре 2010 года житель Пензы обратился с заявлением в милицию о том, что логотип, по его мнению, является надругательством над гербом России (Статья 329 Уголовного кодекса), в феврале 2011 года в возбуждении дела было отказано за отсутствием события преступления.
В марте 2011 года депутат Госдумы от «Единой России» Павел Зырянов обратился с аналогичным запросом в Генпрокуратуру РФ.
18 мая полиция опрашивала А. Навального в связи с проверкой, причём на тот момент Навальный предполагал, что уголовное дело будет возбуждено, так как в материалах есть экспертное заключение, признающее логотип «надругательством над гербом» (экспертизу проводил Российский институт культурологии).
В августе 2012 года московская полиция взяла повторные объяснения у Навального. С тех пор о судьбе дела ничего не сообщалось, «РосПил» продолжил использовать логотип.
При возрождении проекта в конце 2021 года логотип был обновлён, при этом сохранилась его основная идея — герб России с двумя пилами.

## Результаты работы проекта
По заявлениям проекта, по состоянию на 7 февраля 2014 года, были предотвращены хищения более чем на 59 млрд рублей. По состоянию на 2 мая 2011 года «РосПил» заявлял об обнаружении мошеннических тендеров, сумма начальных цен контрактов по которым составляла 1,6 млрд рублей. Сумма остановленных сомнительных или коррупционных закупок оценивалась авторами сайта в 337 миллионов рублей. Позднее «РосПил» заявил, что целью проекта является не отмена заказов, а поиск ограничивающих конкуренцию нарушений в документации к заказам.

## Награды
- В апреле 2011 года проект получил награду Международного конкурса блогов и сетевых сообществ The BOBs в номинации «Наиболее полезный для общества ресурс», награда была присуждена как интернет-пользователями, так и международным жюри[35].
- 2011 — премии РОТОР в номинациях «Открытие года» и «Инвестор года»[36].
- 2011 — РосПил стало русским словом года в рубрике «Жаргонизмы» по версии философа и культуролога Михаила Эпштейна[37].